# Pont aqueduc d'en Labau
Le pont aqueduc d'en Labau est un aqueduc médiéval ruiné situé à Rodès pour sa partie principale, et à Bouleternère et Ille-sur-Têt pour le reste, dans les Pyrénées-Orientales. Il franchit le cours de la Têt au sein des gorges de la Guillera.

## Localisation
Le pont aqueduc d'en Labau est situé sur le cours de la Têt dans les gorges de la Guillera, à la rencontre des limites territoriales entre les communes de Rodès, Bouleternère et Ille-sur-Têt. Les principaux vestiges sont situés sur la rive droite, au-dessus de laquelle en surplomb circule le canal de Corbère.
Il est la propriété dans ses différentes parties du syndicat d'arrosage du canal d'Ille, de la commune de Rodès et de propriétaires privés.

## Toponymie
On trouve dès le XIVe siècle la mention de La Baur de Belloch. Belloch est une référence à l'église Saint-Pierre de Belloch, qui surplombe les environs. Le terme baur désigne un grand ravin, en l'occurence les gorges de la Guillera, très encaissées.

## Histoire
Mentionné dans des textes datés de 1337 et 1418, le pont aqueduc d'en Labau est réputé avoir été construit autour de cette époque, sans doute en plusieurs fois pour les différentes étages et remanié par la suite. Son objectif était de permettre à l'ancien canal royal de Thuir de franchir la Têt.
Les vestiges du pont aqueduc d'en Labau et des arches de la roche Colomère situés en limite des communes de Rodès, Bouleternère et Ille-sur-Têt sont inscrits monument historique le 19 décembre 2011.
En juin 2022, l'Association pour la Sauvegarde du Patrimoine Artistique et Historique Roussillonnais (ASPAHR) effectue une visite d'inspection du monument et constate son état fragile ainsi que la nécessité de réparations urgentes.